# 박인원
박인원(朴仁遠, 1936년 10월 9일 ~ )은 대한민국의 정치인이다. 경상북도 문경시장을 역임했다.

## 학력
- 1943.03 ~ 1949.02:호서남초등학교(경북 문경시 흥덕동)
- 1949.03 ~ 1952.02:대륜중학교(대구시 수성구 만촌3동)
- 1952.03 ~ 1955.02:대륜고등학교(대구시 수성구 만촌3동)
- 1957년 단국대학교 법학과 (중퇴)
- 1988년 5년제 한국방송통신대학교 행정학과 학사 졸업

## 경력
- 1994 ~ 재경문경향우 회장
- 1997 ~ 문경발전협의회 회장
- 1998 ~ 소촌장학회 이사장
- 1999 ~ 신라오릉보존회 이사장
- 2001 ~ 대한산악연맹 문경시 연맹회 회장
- 2001 ~ 박열의사 기념사업회 부회장
- 2002.07 ~ 2006.06 제13대 경북 문경시장(민선, 무소속)

## 수상
- 2002 국민훈장 석류장

## 역대 선거 결과
|  | 51.48% |

|  | 37.36% |